# マッシモ・ボットゥーラ
マッシモ・ボットゥーラ（Massimo Bottura、1962年9月30日 - ）は、イタリア・モデナ出身の料理人。レストラン「オステリア・フランチェスカーナ」を経営し、このレストランはミシュランガイドで3つ星に選出されている。

## 評価
- レストラン誌「世界のベストレストラン50」 - 1位（2016年、2018年）
- レストラン・マガジン誌「2011年の世界のベストレストラン50」 - 4位
- ガンベロ・ロッソ - 3本フォーク
- ミシュランガイド - 3つ星
- Accademia Internazionale di cucina - 世界最優秀シェフ